# Аден Абдулла Осман Даар
Аден Абдулла Осман Даар (9 грудня 1908 , Беледуейне, Італійське Сомалі  — 8 червня 2007 , Найробі ) — сомалійський державний діяч, перший Президент Сомалі (1960–1967).

## Біографія
Аден Абдулла Осман народився 1908 року в містечку Ель Гуган в району Беледуейне в сім'ї скотаря-кочівника. У 1922 році був направлений на навчання в початкову школу міста Байдабо, потім переїхав в Могадішо, де в 1931 році закінчив загальноосвітню школу. З 1931 року працював старшим фельдшером, потім канцелярським службовцем. У 1941 році, коли Італійське Сомалі було зайнято британської армією, пішов зі служби, повернувся в Беледуейне і зайнявся комерцією. У лютому 1944 року Аден Абдулла Осман вступив в організацію Клуб молодих сомалійців і призначений генеральним секретарем Політичного комітету КМС. Після того, як Клуб був перетворений на партію Ліга молодих сомалійців, Осман став членом місцевого комітету партії, а в 1946 році — секретарем відділення ЛМС у районі Беледуейне. В 1951 році він був призначений членом Територіальної ради підопічної території Сомалі як представник ЛМС і в 1953—1956 роках був віце-головою Територіального ради. Одночасно, у 1954 році, Аден Абдулла Осман був обраний президентом Ліги молодих сомалійців, а в 1958 році переобраний на цю посаду. В 1956 і 1959 роках він обирався депутатом Законодавчих зборів підопічної території Сомалі від району Беледуейне і з 1956 року був головою Законодавчих зборів. Цю посаду він обіймав до 1 липня 1960 року, коли Сомалі здобуло незалежність і Аден Абдулла Осман був обраний першим президентом країни  .
На виборах 1967 року програв своєму суперникові Абдірашиду Алі Шермарку. Таким чином, термін його повноважень закінчився 10 червня 1967 року.
Свої останні роки він провів в Джанале в Південному Сомалі, і в травні 2007 року помилково повідомлялося, що він помер. Однак, як було роз'яснено пізніше, він знаходився в критичному стані в лікарні. Він помер у Найробі 8 червня 2007 року, у віці 99 років.
Уряд Сомалі проголосив 21 день жалоби та організував державні похорони. Також було запропоновано присвоїти міжнародному аеропорту Могадішо його ім'я.